# Sarah Gunni
Sarah Gunni, född 1990, är en dansk seglare som tävlade i europajolle.

## Karriär
Gunni tog som 16-åring guld vid EM i europajolle 2006 i Marsala.